# Harrison (Nova York)
Harrison és una població dels Estats Units a l'estat de Nova York. Segons el cens del 2000 tenia 24.154 habitants.

## Demografia
Segons el cens del 2000, Harrison tenia 24.154 habitants, 8.394 habitatges, i 6.186 famílies. La densitat de població era de 554,1 habitants/km².
Dels 8.394 habitatges en un 35,3% hi vivien nens de menys de 18 anys, en un 62,4% hi vivien parelles casades, en un 8,7% dones solteres, i en un 26,3% no eren unitats familiars. En el 22,1% dels habitatges hi vivien persones soles el 8,7% de les quals corresponia a persones de 65 anys o més que vivien soles. El nombre mitjà de persones vivint en cada habitatge era de 2,72 i el nombre mitjà de persones que vivien en cada família era de 3,2.
Per edats la població es repartia de la següent manera: un 24,5% tenia menys de 18 anys, un 9,6% entre 18 i 24, un 29,4% entre 25 i 44, un 21,9% de 45 a 60 i un 14,6% 65 anys o més.
L'edat mediana era de 37 anys. Per cada 100 dones de 18 o més anys hi havia 85,2 homes.
La renda mediana per habitatge era de 80.738 $ i la renda mediana per família de 98.167 $. Els homes tenien una renda mediana de 63.871 $ mentre que les dones 41.581 $. La renda per capita de la població era de 49.652 $. Entorn del 4,2% de les famílies i el 5,6% de la població estaven per davall del llindar de pobresa.